# Eriostemon australasius
Eriostemon australasius là một loài thực vật có hoa trong họ Cửu lý hương. Loài này được Pers. mô tả khoa học đầu tiên năm 1805.

## Hình ảnh

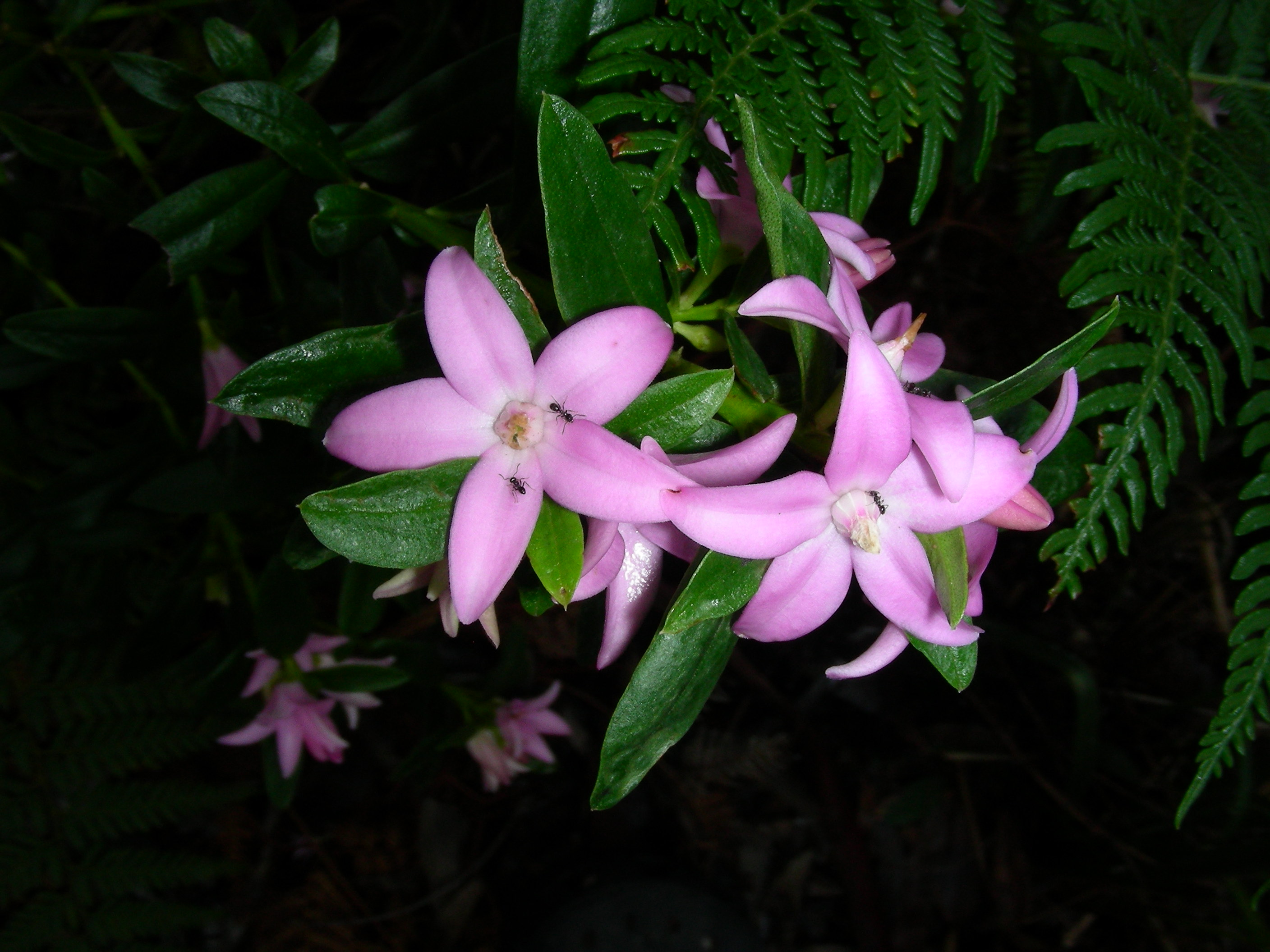
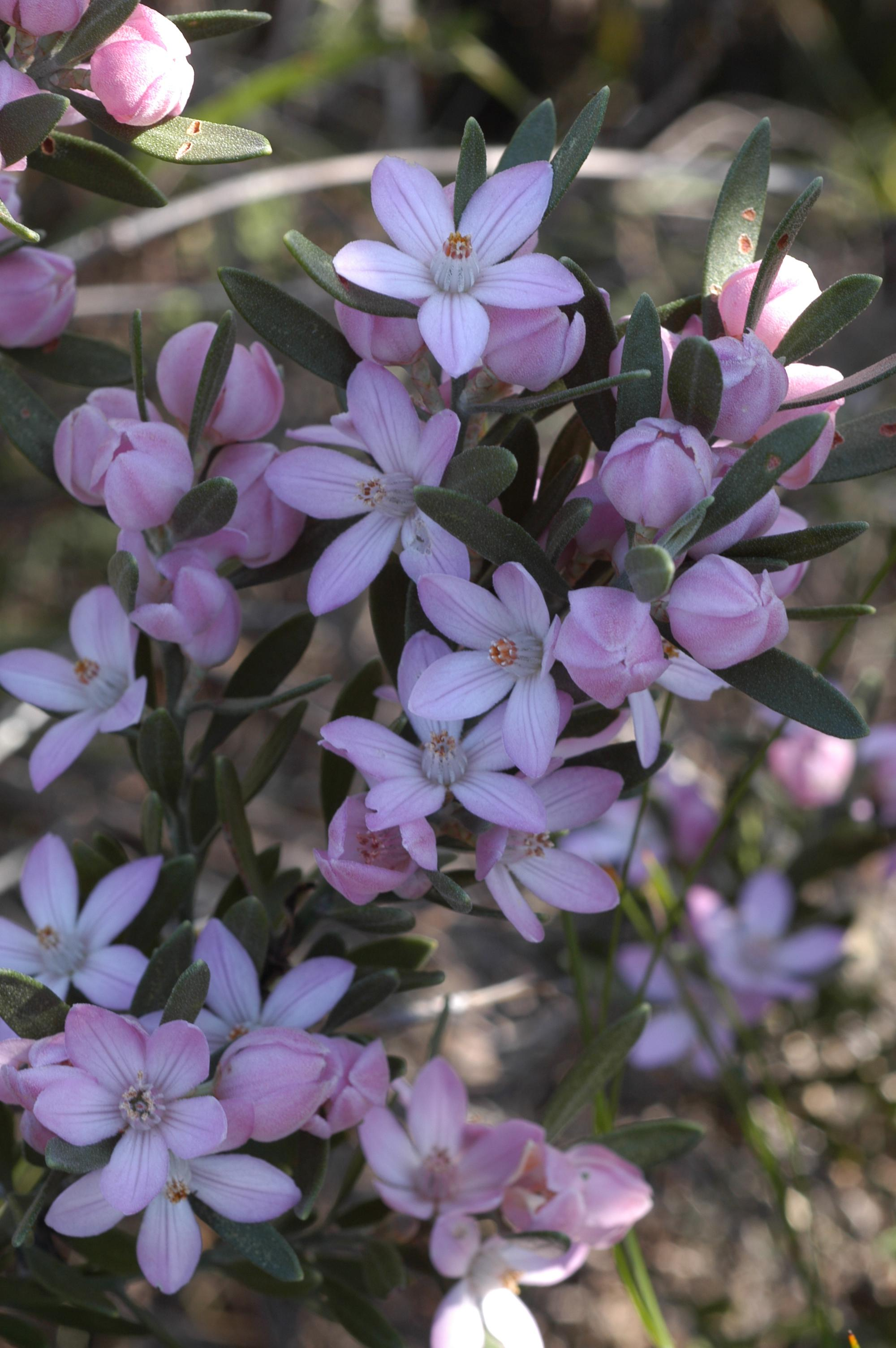
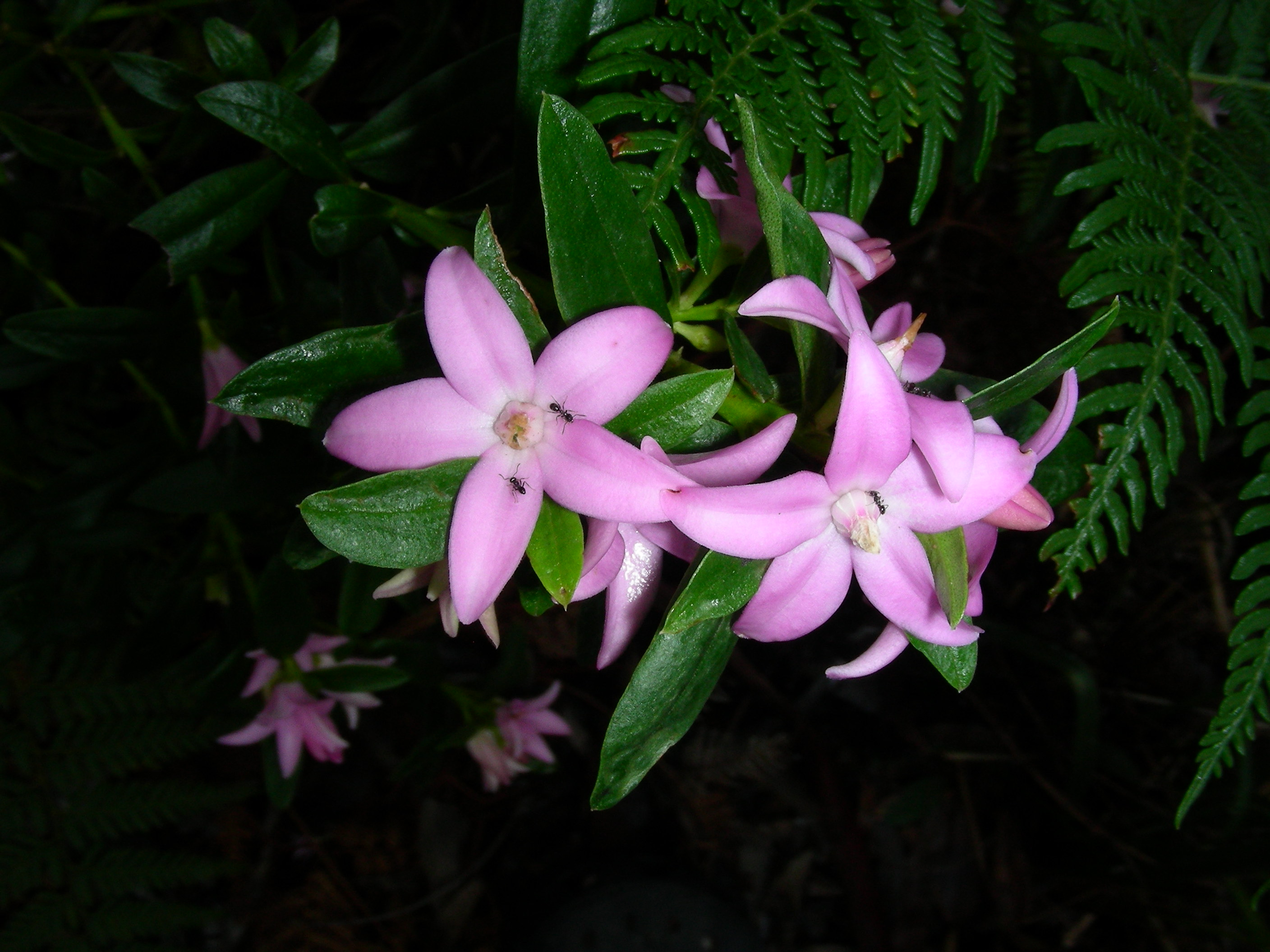
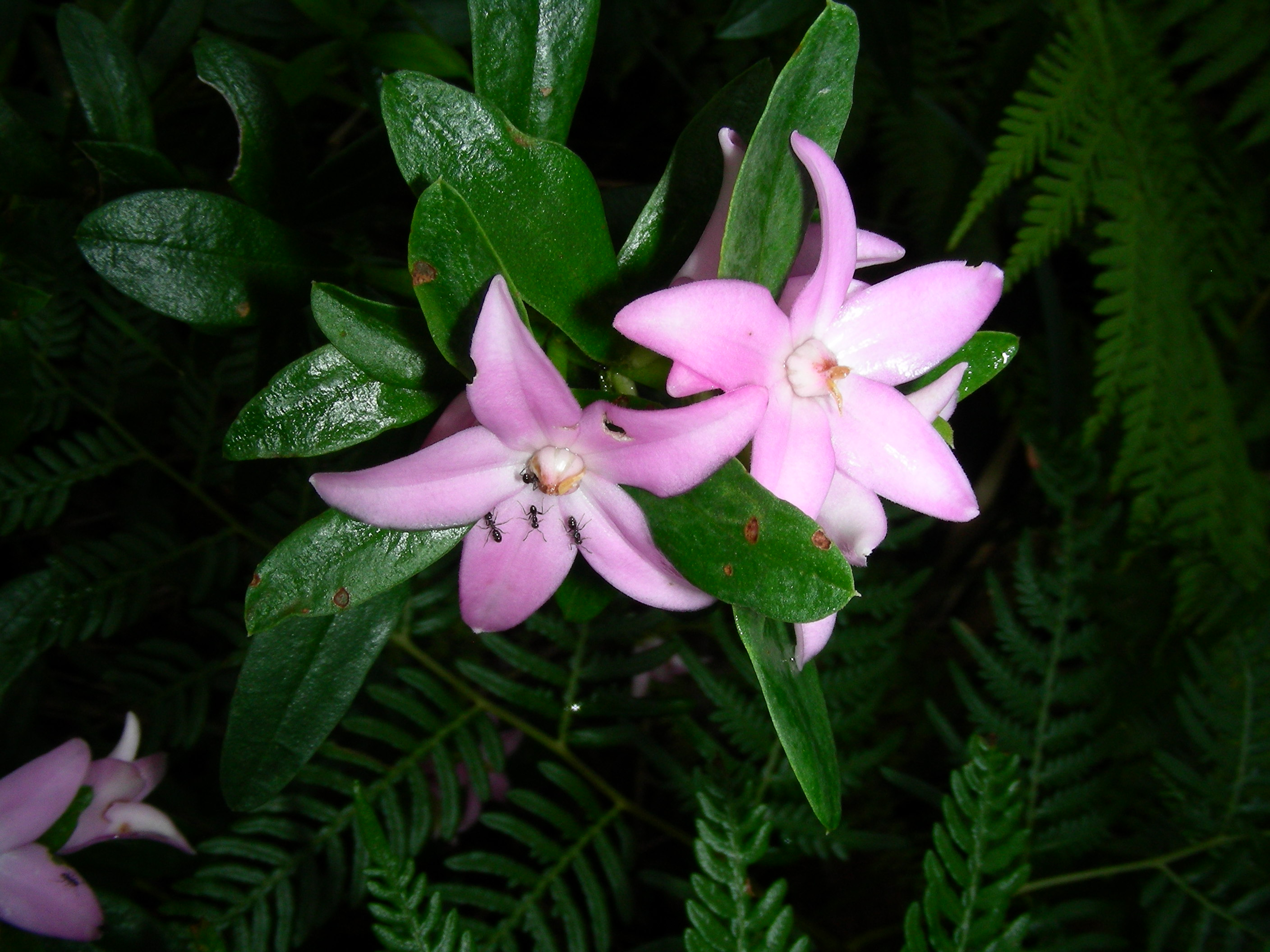